# José João Gonçalves de Proença
José João Gonçalves de Proença (Rochoso (Guarda), 4 de março de 1924 — Lisboa, 14 de dezembro de 2012) foi um professor universitário, doutorado em Ciências Jurídicas, que exerceu importantes funções políticas durante o Estado Novo, entre as quais dirigente da União Nacional, deputado à Assembleia Nacional e Ministro das Corporações e Previdência Social (1961-1970).

## Biografia
Nasceu na freguesia de Rochoso, concelho da Guarda. Concluiu em 1947 a licenciatura em Direito na Universidade de Coimbra, com a apresentação da monografia de licenciatura com o título Natureza jurídica da legítima, obtendo a classificação de muito bom, com distinção, com 18 valores. Foi contratado como segundo-assistente na Universidade de Coimbra, logo que terminou o curso, exercendo essas funções entre 1947 e 1955. Durante dois anos (1952-1953), esteve equiparado a bolseiro do Instituto de Alta Cultura em Itália, onde frequentou a Universidade Gregoriana, em Roma, e, depois, a Universidade Católica do Sagrado Coração (Università Cattolica del Sacro Cuore), em Milão. Em 1953 passou a primeiro assistente da Universidade de Coimbra.
Em 1955 apresentou na Faculdade de Direito da Universidade de Coimbra a sua tese de doutoramento, intitulada Relevância do direito matrimonial canónico no ordenamento estadual: problemas de direito concordatário: constituição do estado de casado, obtendo a classificação de muito bom, com distinção, com 18 valores. Obtido o doutoramento, entre 1956 e 1961, foi professor auxiliar no Instituto Superior de Ciências Económicas e Financeiras da Universidade Técnica de Lisboa, onde em 10 anos mais tarde passou a professor catedrático e foi nomeado director do mesmo Instituto.
Católico conservador, foi membro do Centro Académico de Democracia Cristã (o CADC) e integrou a delegação portuguesa ao II Congresso Internacional para a Defesa da Civilização Cristã, realizado em Madrid. Aderiu ao ideário do Estado Novo e foi secretário da 1.ª Secção no III Congresso da União Nacional, realizado em Coimbra (1951). Ainda em Coimbra, foi director do Centro Universitário da Mocidade Portuguesa e relator nacional para os problemas universitários no II Congresso da Mocidade Portuguesa (1956).
Paralelamente à sua atividade docente, foi director do Instituto de Formação Social e Corporativa (1959), membro da Comissão da Reforma Fiscal, membro do Gabinete de Estudos e Documentação da Direcção-Geral das Contribuições e Impostos, director do Centro de Estudos Sociais e Corporativos, vogal do Centro de Estudos Fiscais do Conselho Superior de Previdência e de Habitação Económica do Ministério das Corporações e Previdência Social.
Entretanto, foi convidado por António de Oliveira Salazar a integrar o 2.º governo do Estado Novo, com a pasta de Ministro das Corporações e Previdência Social, funções que exerceu de 4 de maio de 1961 a 27 de setembro de 1968, substituindo no cargo Henrique Veiga de Macedo. Na sequência da incapacitação de Oliveira Salazar, foi escolhido novo presidente do conselho, Marcelo Caetano que na constituição do 3.º governo do Estado Novo optou inicialmente por manter Gonçalves de Proença no cargo de Ministro das Corporações e Previdência Social, que exerceu de 27 de setembro de 1968 a 15 de janeiro de 1970. Nesta última data foi substituído por Baltazar Rebelo de Sousa.
Dirigente da União Nacional, foi escolhido para deputado à Assembleia Nacional na X Legislatura (1969-1973), pelo círculo de Castelo Branco, integrando a comissão parlamentar de Política e Administração Geral e Local, de que foi eleito presidente. Após a sua saída do governo, tem uma participação parlamentar muito ativa, com múltiplas intervenções sobre matérias jurídicas e do campo social. Voltou a ser esolhido para deputado na XI Legislatura (1973-1974), novamente pelo círculo eleitoral de Castelo Branco, integrando a comissão parlamentar de Economia, de que foi presidente. Tem nesta legislatura uma menor intervenção, centrando nas questões de fomento económico. Era deputado quando ocorreu a revolução de 25 de abril de 1974.
Depois de 25 de Abril de 1974, esteve exilado no Brasil, regressando a Portugal para retomar a actividade de docente universitário. Participou na fundação da Universidade Livre de Lisboa, na qual exerceu o cargo de reitor entre 1983 e 1984. Após a fundação em 1986 da Universidade Lusíada, de que foi um dos promotores, e de que foi professor catedrático, foi nomeado secretário-geral daquela instituição, cargo que exerceu até 1995. Após este ano, foi vice-reitor da Universidade Lusíada de Lisboa, cargo que desempenhou até 2003.
Proferiu a sua última aula em 22 de março de 2012, intitulada A conflitualidade normativa espacial. Deixou uma vasta produção científica sobre diversas áreas do direito, entre as quais se destacam o direito da família, o direito das sucessões e o direito internacional privado.